# Aftermath Entertainment
Aftermath Entertainment — американський лейбл звукозапису, заснований репером та продюсером Dr. Dre. Aftermath є філією Universal Music Group, його дистриб'ютор - Interscope Records.

## Історія
Залишивши Death Row Records у березні 1996 року, Dr. Dre невдовзі відкрив Aftermath Entertainment у Interscope Records (котрий в той час був дистриб'ютором для Death Row). Альбом-компіляція, Dr. Dre Presents ... The Aftermath був записаний до кінця того ж року, за участю виконавців, підписаних новим лейблом (більшість з них, проте незабаром покинула компанію). У 1997, Dawn Robinson оголосила про свій відхід з R&B групи En Vogue і укладання контракту з Aftermath. Незабаром вона також залишає лейбл через те, що Dr. Dre нібито недостатньо активно розкручував її проект.
Восени 1997, Aftermath випускає альбом гурту The Firm що складається з: AZ, Фоксі Браун, Nas і Nature. Незважаючи на продакшн та особисту участь у записі Dr. Dre і вдалий старт у Billboard 200, продажі альбому не виправдали очікувань, а гурт розпався. Наступним релізом Aftermath планувався альбом репера King T. Його альбом, однак, був відкладений, і King T також залишив лейбл. Схожа історія відбулася і репером-ветераном Rakim, очікуваний альбом якого було відкладено через конфлікт Aftermath із Truth Hurts.
За рекомендацією директора Interscope Records, Джиммі Айовіна, Aftermath в 1998 на лейбл був підписаний детройтський репер Емінем. Наступного року виходить його альбом The Slim Shady LP, який очолив чарт Billboard 200 і став мультиплатиновим - перший серйозний успіх лейбла. У тому ж році Aftermath видає альбом Dr. Dre 2001 — продовження його альбому 1992 року The Chronic. Альбом став 6 разів платиновим.
Aftermath випускає альбом 50 Cent Get Rich or Die Tryin' спільно з Shady Records в 2003 році. Репер The Game, який підписав контракт у 2003, також записує дебютний альбом The Documentary спільно з компанією 50 Cent'а G-Unit Records у 2005. Незабаром після виходу The Documentary розгорівся конфлікт між 50 Cent і The Game, в результаті чого останній залишив Aftermath Entertainment і G-Unit Records.
Busta Rhymes також уклав контракт і випустив альбом The Big Bang у 2006 році, перш ніж пізніше був виключений з лейбла через конфлікт із головою Interscope, Джиммі Айовіном.
8 березня 2012 року було оголошено, що Кендрік Ламар офіційно підписав контракт з лейблом.
20 лютого 2014 року 50 Cent оголосив про вихід із Interscope, Aftermath і Shady.
7 серпня 2015 року Dr. Dre випустив свій останній альбом Compton.

## Виконавці

### Нинішні
| Артист        | Рік підписання | Альбомів на лейблі |
| ------------- | -------------- | ------------------ |
| Dr. Dre       | Засновник      | 2                  |
| Емінем        | 1998           | 11                 |
| Кендрік Ламар | 2012           | 4                  |
| Андерсон Пак  | 2016           | 2                  |
| Silk Sonic    | 2021           | 1                  |

### Колишні
| Артист      | Роки на лейблі | Альбомів на лейблі |
| ----------- | -------------- | ------------------ |
| The Firm    | 1996-1998      | 1                  |
| Truth Hurts | 2001-2003      | 1                  |
| 50 Cent     | 2002-2014      | 5                  |
| The Game    | 2003-2006      | 1                  |
| Баста Раймс | 2004-2008      | 1                  |

## Пов'язані лейбли
- Shady Records
- Interscope Records
- G-Unit Records